# Han Dongfang

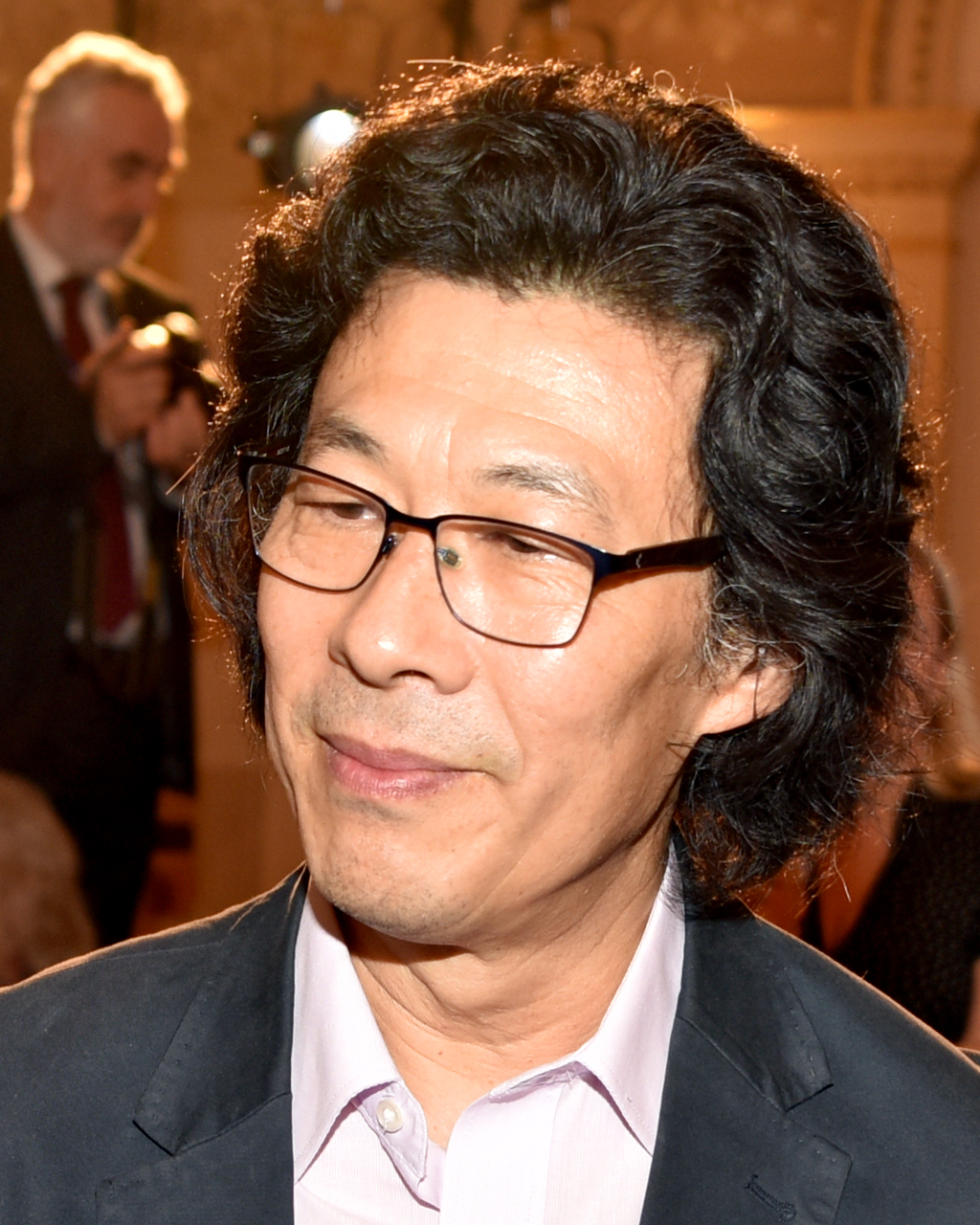
Han Dongfang, 2019

Han Dongfang (韩东方, Hán Dōngfāng; * 1963 in Peking) ist ein chinesischer Arbeiteraktivist und Gewerkschafter. Er lebt seit 1993 in Hongkong und leitet das Internetmagazin China Labour Bulletin, das umfassend über die Lage von Arbeitern in der Volksrepublik China berichtet.

## Leben
Han Dongfang ging nach Abschluss der Schule 1980 freiwillig zur Armee, um dem Beispiel des seit 1963 in ganz China für sein aufopferungsvolles Engagement für andere und die Allgemeinheit als Held verehrten Soldaten Lei Feng zu folgen. Er diente in einer Abteilung der militärischen Polizei, der die Überwachung der Gefängnisse im Raum Peking oblag, und wurde tatsächlich als Modellsoldat ausgezeichnet. Desillusioniert von der auch in der Armee um sich greifenden Korruption, begann er zunehmend den Sinn seiner Tätigkeit in Frage zu stellen. Seine wiederholten Anträge auf Mitgliedschaft in der Kommunistischen Partei Chinas wurden abgelehnt. Han quittierte 1984 den Militärdienst, arbeitete vorübergehend in einer Pekinger Universitätsbibliothek und dann bei der Bahn, wo er zum Elektriker ausgebildet wurde. Am 16. April 1989 geriet er in Peking zufällig in Kontakt mit Studenten, die gerade ihre Demonstration auf dem Tian’anmen-Platz begonnen hatten, und erfuhr von ihnen über ihre demokratischen Forderungen. Da die Studenten an Unterstützung durch die Arbeiterschaft interessiert waren, bot Han sich als Mittelsmann an. Um den 20. Mai schloss er sich der gerade gegründeten Autonomen Pekinger Arbeiterunion an und wurde zu deren Sprecher gewählt.
Nach der gewaltsamen Niederschlagung der Protestbewegung am 4. Juni 1989 verließ Han Dongfang Peking in der Absicht, einige Zeit durchs Land zu reisen, um sich über die Lage von Arbeitern und Bauern zu informieren. Nach zwei Wochen stellte er fest, dass nach ihm gefahndet wurde, und entschloss sich zur Rückkehr nach Peking, um sich freiwillig der Polizei zu stellen. Er wurde anschließend 22 Monate ohne Gerichtsurteil in Haft gehalten, während der er an einer schweren Tuberkulose erkrankte, die in China nicht behandelt werden konnte. Aus medizinischen Gründen freigelassen, konnte er dank der Unterstützung durch den amerikanischen Gewerkschaftsverband AFL-CIO 1992 zur Behandlung in die USA reisen. Dort konvertierte er zum Christentum. 1993 versuchte er über Hongkong in die Volksrepublik China zurückzukehren, von deren Behörden er jedoch schnell erkannt und wieder nach Hongkong abgeschoben wurde. 1994 begann er mit der Herausgabe des China Labour Bulletin (中囯劳工通讯 Zhongguo laogong tongxun), das zunächst im Druck erschien und ab 1999 in ein Online-Magazin umgewandelt wurde. Seit März 1997 ist Han Moderator von Sendungen über Probleme der Arbeiter in China auf Radio Free Asia, an denen sich Zuhörer per Telefon beteiligen können. Han Dongfang und seine Mitarbeiter bieten chinesischen Arbeitern rechtliche Beratung über Möglichkeiten der Wahrnehmung ihrer Interessen.
Nachdem Hongkong im Jahr 1997 nach dem Auslaufen des Pachtvertrags der britischen Kolonialverwaltung als Sonderverwaltungszone der Volksrepublik China angeschlossen und Han auf diese Weise wieder eingebürgert wurde, hat die chinesische Zentralregierung zunehmend die Dringlichkeit der von ihm publik gemachten Probleme erkannt und ihm mehrfach die Rückkehr ins chinesische Mutterland angeboten. Er hat diese Möglichkeit bislang nicht wahrgenommen, bemerkt aber ein wachsendes Interesse der chinesischen Behörden an Kooperation. Insbesondere seit dem Amtsantritt von Hu Jintao als Generalsekretär der KPCh und Staatspräsident (2002/2003) legt die politische Führung der Volksrepublik Wert auf soziale Stabilität und Verbesserung der wirtschaftlichen und rechtlichen Situation von Arbeitern und Bauern, um wachsenden Unruhen Einhalt zu gebieten. Hans Rundfunksendungen werden nicht nur von Millionen Arbeitern und Bauern, sondern auch von Mitarbeitern der Regierung aufmerksam gehört, die dort Informationen über Konflikte erhalten, die in den chinesischen Medien nur unzureichend dargestellt werden.

## Politische Positionen
Han Dongfang empfiehlt seinen Landsleuten, friedlich im Rahmen der Gesetze der Volksrepublik China vorzugehen und die legalen Handlungsmöglichkeiten zu erweitern, um auf dem Papier bestehende, in der Praxis jedoch oft ignorierte Ansprüche (Mindestlöhne, Arbeitsschutzbestimmungen usw.) durchzusetzen und die legale Entstehung einer unabhängigen Gewerkschaftsbewegung zu ermöglichen: „Mein Traum ist ein System, das Arbeitern und Unternehmern ermöglicht, miteinander zu verhandeln. Unabhängige Gewerkschaften kommen dann von selbst.“
Handlungsbedarf sieht er insbesondere hinsichtlich der Organisierung der Arbeiterschaft in den in ausländischem Besitz befindlichen Unternehmen des privaten Wirtschaftssektors. Von der chinesischen Regierung fordert er in erster Linie, den offenen Dialog mit Arbeitern und Bauern aufzunehmen. Er betrachtet sich nicht als „Dissidenten“ und distanziert sich von Intellektuellen, die die Unzufriedenheit von Arbeitern nur als Mittel benutzen wollen, um selbst an die Macht zu kommen, sich gegen Forderungen nach Arbeiterdemokratie wehren und die Schließung von Staatsbetrieben mit der „Faulheit“ der Arbeiter rechtfertigen.
Von der internationalen Gemeinschaft fordert Han Dongfang:
- „dass die westlichen Länder, die in der WTO großen Einfluss haben, den Menschenrechtsschutz in der Welt, nicht nur in China, fördern, indem sie sich für die Aufnahme einer auf den international anerkannten Arbeiterrechten beruhenden Sozialklausel in die Verträge einsetzen“, und
- „wenn es in Ihrem Rechtssystem und Ihrer Gesellschaftsordnung möglich ist, sollten die Regierung, die gesellschaftlichen Organisationen, Gewerkschaften, Medien usw. die transnationalen Unternehmen beeinflussen, Verhaltenskodizes für Investitionen aufzustellen.“[2]

## Auszeichnungen
Han Dongfang wurde ausgezeichnet
- 1996 mit dem Bremer Solidaritätspreis. Die Laudatio hielt Dieter Schulte, Vorsitzender des Deutschen Gewerkschaftsbundes.[3]
- 2005 mit dem „International Activist Award“ der Gleitsman Foundation.